# Antum
En mitología sumeria, Antu o Antum, se cree que fue uno de los nombres con los que se conoció a la diosa Ki, la primera consorte de An o Anu, pero otras teorías aseveran que era el mismo personaje que Nammu, de ser así sería la madre de Enki. Junto a An, crearon a los Anunnaki que eran dioses o semidioses, a los Igigi, dioses inferiores y a los Utukki, que eran demonios del inframundo. 
Participó en la creación de los humanos, moldeando arcilla mezclada con sangre de uno de los dioses, junto a Enki, según se relata en los poemas acadios, como el Enuma Elish y Atrahasis y también en el sumerio Ziusudra, que data de la época de Ur lll. Luego, con el tiempo, en Acadia y posteriormente en Babilonia, fue perdiendo importancia y reemplazada en el culto por Ishtar o Inanna, que aparentemente fue su hija.